# Bernadette Swinnerton
Pour les articles homonymes, voir Swinnerton.
Bernadette Swinnerton, née le 12 août 1951 à Stoke-on-Trent en Angleterre, est une coureuse cycliste britannique.

## Biographie
Bernadette Swinnerton est la première d'une fratrie de cycliste anglaise championne en Grande-Bretagne entre 1968 et 1984 :
- Bernadette : Championne de vitesse de Grande-Bretagne (1968, 1969, 1970 et 1971)
- Margaret : Victorieuse des premières Coupes de Grande-Bretagne féminines (1981, 1982)
- Catherine : Championne de Grande-Bretagne sur route (1977 et 1984)
- Paul (jumeau de Catherine) : Champion du 1 km de Grande-Bretagne (1979)[2]

## Palmarès sur route
- 1968
  - Sipelia Rose Bowl Trophy (Sheffield)
- 1969
  - 2e du championnat du monde de cyclisme sur route
  - 2e du championnat de Grande-Bretagne sur route
- 1971
  - 2e du championnat de Grande-Bretagne sur route

## Palmarès sur piste

### Championnats nationaux
- 1968
  -  Championne de vitesse
- 1969
  -  Championne de vitesse
- 1970
  -  Championne de vitesse
- 1971
  -  Championne de vitesse
  - 2e du championnat de Grande-Bretagne de poursuite